# Liste der Orte im Landkreis Birkenfeld

Wappen des Landkreises Birkenfeld

Die Liste der Orte im Landkreis Birkenfeld enthält die Städte, Verbandsgemeinden, Ortsgemeinden und Gemeindeteile (Ortsbezirke, Wohnplätze und sonstige Gemeindeteile) im rheinland-pfälzischen Landkreis Birkenfeld.
Es handelt sich dabei um das amtliche Verzeichnis der Gemeinden und Gemeindeteile und setzt sich zusammen aus dem vom Statistischen Landesamt Rheinland-Pfalz geführten amtlichen Namensverzeichnis der Gemeinden und dem vom Landesamt für Vermessung und Geobasisinformation Rheinland-Pfalz geführten amtlichen Verzeichnis der Gemeindeteile.

## Verbandsfreie Stadt Idar-Oberstein
Gemeindeteile der großen kreisangehörigen Stadt Idar-Oberstein:
- Enzweiler
- Georg-Weierbach
- Felsenmühle
- Göttschied
- Hammerstein
- Idar
- Algenrodt
- Im Haag
- Tiefenstein
- Wäschertskaulen
- Kirchenbollenbach
- Mittelbollenbach
- Krestel
- Nahbollenbach
- Haus Sonnhof
- Klopp
- Oberstein
- Forsthaus Hillschied
- Hillschied
- Regulshausen
- Auf der Borr
- Fichtenhof
- Weierbach
- Hüsters-Mühle
- Niederreidenbacherhof, Heil- und Pflegeanstalt

## Verbandsgemeinde Baumholder
Gemeinden und Gemeindeteile in der Verbandsgemeinde Baumholder:
- Baumholder, Stadt
  - Breitsesterhof
  - Eschelbacherhof
  - Gutshaus, Edingers-Mühle
  - Haus Debes
  - Im kleinen Tal
- Berglangenbach
  - Bächelshöfe
  - Zinkweilerhof
- Berschweiler bei Baumholder
  - Im Hahn
  - Zollhaus
  - Hof Am Forst
- Eckersweiler
- Fohren-Linden
  - Finkenmühle
- Frauenberg
- Hahnweiler
- Heimbach
  - Altwieserhof
  - Bahnhof Heimbach, Nahe
  - Gladerbacherhof
  - Heimbacherhof
  - Steibericherhof
- Leitzweiler
  - Lindenhof
- Mettweiler
- Reichenbach
  - Gerichtmannsmühle
  - Reichenbacherhöfe
  - Sonnenhof
- Rohrbach
- Rückweiler
- Ruschberg
  - Clarashall, Schwerspatgrube
  - Haus Mohrenmühle
  - Im Inkelrech
  - Lauersmühle
  - Seibertsmühle

## Verbandsgemeinde Birkenfeld
Gemeinden und Gemeindeteile in der Verbandsgemeinde Birkenfeld:
- Abentheuer
  - Arthenberg
  - Hujetsägemühle
- Achtelsbach
  - Forsthaus Neuhof
- Birkenfeld, Stadt
  - Burgbirkenfeld
  - Feckweiler
  - Staffelhof
  - Ulmenhof
  - Waldwiesen
- Börfink
  - Einschiederhof
  - Forellenhof Trauntal
  - Thranenweier (ehemals Gemeinde Allenbach)
  - Bunker Erwin
- Brücken
  - Friesenhof
  - Traunen
- Buhlenberg
  - Berghof
  - Etzweilerhof
  - Grenzhof
  - Waldhof
- Dambach
  - Brandmühle
- Dienstweiler
  - Eborn
  - Eborner Berg, Siedlung
- Elchweiler
  - Alte Schule
- Ellenberg
- Ellweiler
  - Haumbach
  - Neubrücker Mühle, Sägewerk
  - Rasthaus Steinautal
- Gimbweiler
  - Heidehof
- Gollenberg
- Hattgenstein
  - Helmhof
  - Waldfriede
  - Zur Zimmerei
- Hoppstädten-Weiersbach
  - Hoppstädten
  - Altmaiers Mühle
  - Bergsiedlung
  - Eulenhügel
  - Heimbacher Berg
  - Mausemühle
  - Neubrücke
  - Schleifmühle
  - Weiersbach
  - Bleiderdingen
  - St. Annahaus, Kloster
- Kronweiler
  - Alte Schleife
  - Siedlung Hangelbösch
- Leisel
- Meckenbach
- Niederbrombach
  - Fischerhof
  - Haus Manzenbach
  - Lärchenhof
  - Robinienhof
- Niederhambach
  - Böschweiler
  - Burbach
  - Burbacher Siedlung
  - Heupweiler
- Nohen
- Oberbrombach
  - Haus Schellenmühle
  - Im Gärtel
- Oberhambach
  - Sauerbrunnen
- Rimsberg
  - Lindenhof
  - Siedlung Vogelsbüsch
- Rinzenberg
- Rötsweiler-Nockenthal
  - Nockenthal
  - Rötsweiler
- Schmißberg
- Schwollen
- Siesbach
- Sonnenberg-Winnenberg
  - Birkensiedlung
  - Hohensteiner Hof
  - Schlesierhof
  - Sonnenberg
  - Winnenberg
- Wilzenberg-Hußweiler
  - Hußweiler
  - Wilzenberg
  - Sägemühle

## Verbandsgemeinde Herrstein-Rhaunen
Gemeinden und Gemeindeteile in der Verbandsgemeinde Herrstein-Rhaunen:
- Allenbach
  - Hüttgeswasen
- Asbach
  - Asbacherhütte, Pflegeanstalt
- Bergen
- Berschweiler bei Kirn
- Bollenbach
- Breitenthal
  - Breitenthaler Mühle
- Bruchweiler
- Bundenbach
  - Neumühle, Gaststätte
  - Reinhardtsmühle
- Dickesbach
  - Katzenrech
  - Sonnenhöfe
- Fischbach
- Gerach
  - Geracher Mühle, Schleiferei
- Gösenroth
- Griebelschied
  - Erlenhof
  - Sonnenhof
  - Hof Mayer-Neuberger
- Hausen
  - Birkenhof
  - Brunnenbergerhof
  - Sonnenhof
- Hellertshausen
  - Forsthaus Vierherrenwald
  - Hammerbirkenfeld
  - Hellertshauser Mühle
  - Mombach (Hof)
  - Spinnerei Aschied
- Herborn
  - Villa Erholung
- Herrstein
  - Lindenhof
  - Steinäckerhof
  - Walkmühle
- Hettenrodt
- Hintertiefenbach
  - Siedlung Wassergall
- Horbruch
  - Emmerichsmühle
  - Forsthaus Horbruch
  - Hockenmühle
  - Neumühle
  - Bergmühle
- Hottenbach
  - Hottenbacher Mühlen
- Kempfeld
  - Auf dem Steinberg
  - Herrenflur
  - Katzenloch
  - Wildenburg
  - Wohnplatz Engelsmühlen
- Kirschweiler
  - Auf der Lüh
  - Kirschweiler Mühle
- Krummenau
  - Weylandsmühle
- Langweiler
  - Forsthaus Langweiler
- Mackenrodt
- Mittelreidenbach
- Mörschied
  - Am Herrsteinerweg
  - Asbacherhütte
  - Hahnenmühle
  - Harfenmühle
- Niederhosenbach
  - Auf dem Büchelchen
  - Heupenmühle
  - Zwischen den Seen
- Niederwörresbach
  - Auf Faustert
  - Siedlung Hainbuch
- Oberhosenbach
- Oberkirn
- Oberreidenbach
- Oberwörresbach
  - Gutenbacher Hof
  - Maierhof
- Rhaunen
  - Hochwälderhof
  - Siedlung Neuzenbrunnen
  - Königstein
- Schauren
  - Aschiedermühle
  - Schaurenermühle
- Schmidthachenbach
  - Antesmühle
  - Forsthaus Antestal
- Schwerbach
- Sensweiler
  - Sensweiler Mühlen
  - Waldhof
- Sien
- Sienhachenbach
  - Forsthaus Antestal
- Sonnschied
  - Birkenmühle
- Stipshausen
  - Siedlung Heck
  - Stipshausener Mühlen
  - Gerwertsmühle
  - Lerchenmühle
- Sulzbach
- Veitsrodt
  - Ziegelhütte
  - Lindenhof
  - Strudthof
- Vollmersbach
- Weiden
  - Weidener Mühle
- Weitersbach
  - Weitersbacher Hütte
  - Bernds-Mühle
- Wickenrodt
- Wirschweiler
  - Klarebacherhof
  - Wirschweiler Mühle